# Endstation Rechts

Logo von Endstation rechts

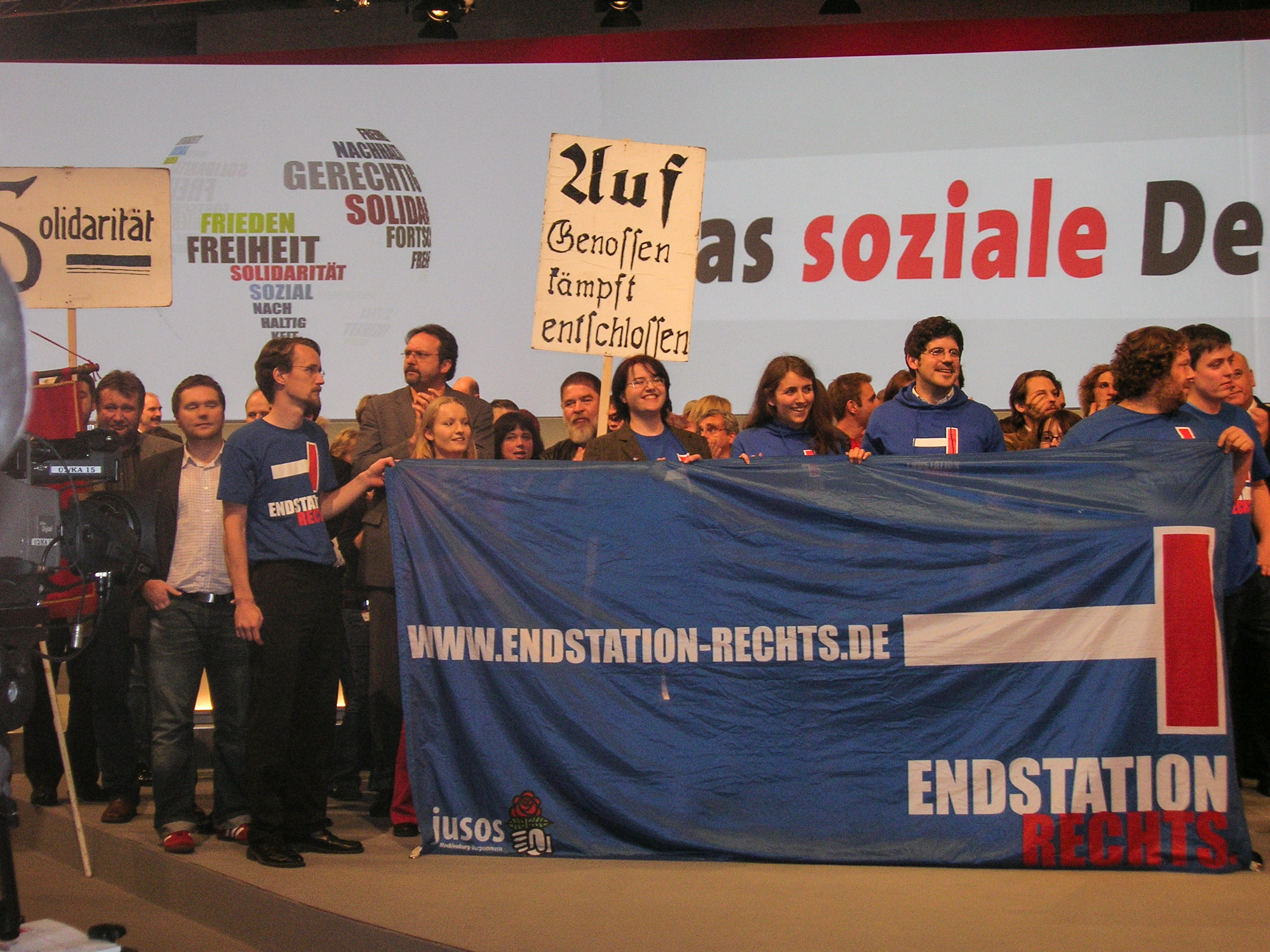
Preisträger des Wilhelm-Dröscher-Preises 2007, im Hintergrund Vertreter von Rotes Dresden

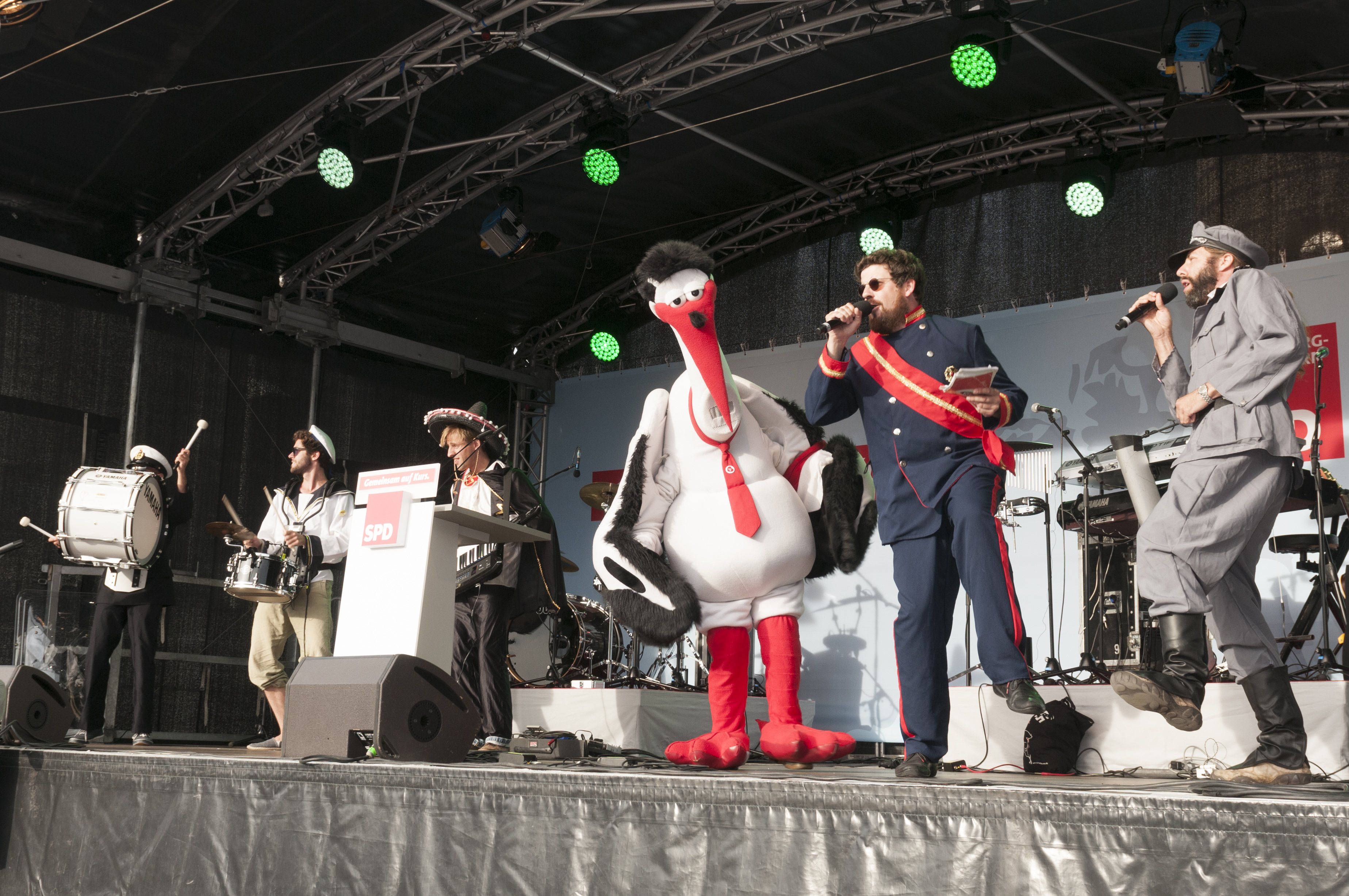
Auftritt beim Wahlkampf der SPD in Warnemünde

Endstation Rechts ist eine Initiative gegen Rechtsextremismus, die von den Jusos in der SPD Mecklenburg-Vorpommern gegründet wurde. Auch in Bayern gibt es ein Endstation-Rechts-Projekt.
Am 18. Februar 2022 fusionierte das Projekt mit dem sozialdemokratischen Infoportal Blick nach Rechts. Beide Portale firmieren nun als „Endstation Rechts“.

## Entwicklung
Gegründet wurde Endstation Rechts in der Trägerschaft der Jusos Anfang des Jahres 2006 als ein gegen den Wahlerfolg der NPD bei der Landtagswahl in Sachsen 2004 gerichtetes pluralistisch orientiertes Projekt im Vorfeld der Landtagswahl in Mecklenburg-Vorpommern Ende desselben Jahres. Die damit verbundene politische Absicht bezog sich auf die Sacharbeit am Thema Rechtsextremismus.
Nach dem Einzug der NPD in den Landtag Mecklenburg-Vorpommern mit einem Wahlergebnis von 7,3 % wurde der offizielle Webauftritt ab Herbst 2006 zu einer Plattform zur Dokumentation der bundesweiten Parteiarbeit der NPD ausgebaut. Mitgründer und damaliger Hauptautor Mathias Brodkorb verwies auf rund 100.000 Internetbesucher monatlich. So dokumentierte die Initiative bis zu 81 Ordnungsrufe im Januar 2008 sowie die Provokation der Partei und ihrer Angehörigen in der Gesellschaft.
2008 bzw. 2009 weitete die Initiative ihre Tätigkeit auf Sachsen und Sachsen-Anhalt aus, später auch auf Bayern. Zum Freien Netz Süd in Bayern hat die Plattform 2014 Material gesammelt und den Medien zur Verfügung gestellt.
Am 18. Februar 2022 wurde bekanntgegeben, dass Endstation Rechts mit dem Infoportal Blick nach Rechts (bnr) fusioniert und unter dem Titel ENDSTATION RECHTS. (Eigenschreibweise) fortgeführt wird. Die dazu neu gestaltete Webseite beinhaltet das komplette bnr-Archiv und ist im Gegensatz zu dessen früherer Webseite ohne kostenpflichtiges Abo einsehbar. Die bnr-Internetdomain bnr.de wurde hierzu auf endstation-rechts.de umgeleitet. Der Twitter-Kanal von bnr wird nicht mehr aktualisiert.

## Ausrichtung
Endstation Rechts sieht sich als „tagesaktuelles Nachrichtenportal“, das über die Machenschaften der NPD und Rechtsextremismus im Allgemeinen informiert und aufklärt. Obwohl das Portal von Jusos der SPD Mecklenburg-Vorpommern gegründet wurde, wird der Selbstanspruch vertreten, überparteilich zu agieren und sich um Objektivität und eine Berichterstattung nach journalistischen Prinzipien zu bemühen. Auch seien „längst nicht alle Autoren, Macher und Unterstützer in der SPD zu Hause“. Inhaltlich verantwortlich für das Nachrichtenportal zeichnet jedoch der Landesgeschäftsführer der SPD in Mecklenburg-Vorpommern. In Bayern wird die lokale Website von der BayernSPD getragen.
Neben Berichten aus den Landtagen, in denen die NPD in Fraktionsstärke vertreten ist oder war, liegt ein zweiter Schwerpunkt der Berichterstattung in der Beobachtung und Kommentierung der Aktivitäten und Ideologien rechtsextremer Parteien sowie Kameradschaften und zivilgesellschaftlicher und demokratischer (Gegen-)Initiativen. Dabei gehört die Weiterverbreitung durch andere in Sozialen Netzwerken zum Konzept der Öffentlichkeitsarbeit. Bei Facebook habe die Plattform rund 21.000 Fans. Rund 8.000 Artikel stehen im eigenen Portal zur Verfügung (Stand 2015).

## Projekte
2008 wurde im Rahmen von Endstation Rechts das satirische Modelabel Storch Heinar gegründet. An beiden war der spätere mecklenburgische Minister Mathias Brodkorb als Gründer beteiligt. Im Internet werden seither Kleidungsstücke mit humoristischen Anspielungen auf aktuelle rechtsextreme sowie historische nationalsozialistische Semiotik angeboten. Des Weiteren wurde der Adebor-Verlag gegründet.

## Auszeichnungen
- 2007: Wilhelm-Dröscher-Preis der SPD, 1. Platz[16]
- 2009: Albert-Schulz-Preis[17]
- 2012: Publikumspreis beim Deutschen Engagementpreis des Bundesverbandes Deutscher Stiftungen[18] – Die Tageszeitung berichtete in diesem Zusammenhang über eine versuchte Manipulation der NPD[19]

## Buchreihe
In der Buchreihe Endstation Rechts wurden folgende Veröffentlichungen herausgegeben:
1. Mathias Brodkorb (Hrsg.): Extremistenjäger!? Der Extremismus-Begriff und der demokratische Verfassungsstaat (= Endstation Rechts. Bd. 1). Adebor-Verlag, Banzkow 2011, ISBN 978-3-9809375-7-3.
2. Julian Barlen u. a. (Hrsg.): Mein Krampf. 18 Episoden aus dem selbst gefälschten Tagebuch des F. H. (= Endstation Rechts. Bd. 2). Adebor-Verlag, Banzkow 2011, ISBN 978-3-9809375-8-0 (on demand).
3. Mathias Brodkorb (Hrsg.): Singuläres Auschwitz? Ernst Nolte, Jürgen Habermas und 25 Jahre „Historikerstreit“ (= Endstation Rechts. Bd. 3). Adebor-Verlag, Banzkow 2011, ISBN 978-3-9809375-9-7 (on demand).